# قسطنطين ستانيسلافسكي

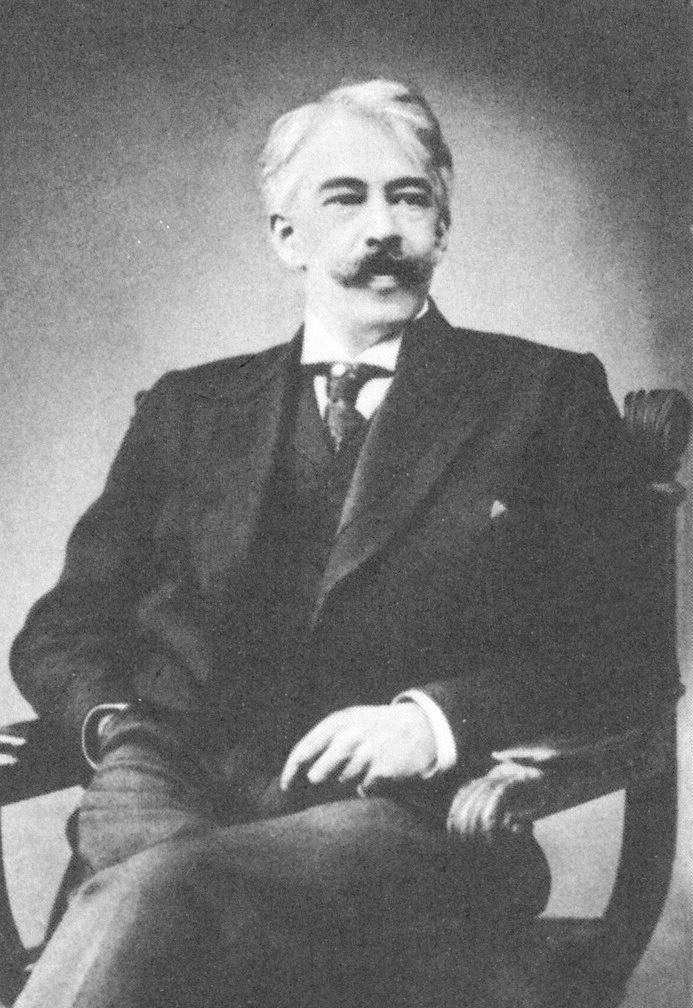
قسطنطين ستانيسلافسكي

قسطنطين ستانيسلافسكي (الروسية: Константин Станиславский) هو مخرج وممثل مسرحي روسي شهير (17 يناير 1863 -7 أغسطس 1938). يعتبر أحد مؤسسي المسرح الحديث، حاول ابتكار أسلوب الأداء الصادق عن طريق جعل ممثليه يدرسون الحياة الداخلية للشخوص كما لو كانوا أناسا حقيقيين. وتعرف محاولة الممثل أن يعيش حياة الشخصية بنظرية ستانيسلافسكي. ولد قسطنطين سيرجيفتش الكسييف في موسكو. وأسس مسرح موسكو للفن في عام 1898م بمساعدة فلاديمير نيمروفيتش دانشنكو، وأصبح مشهوراً بالعروض الواقعية لمسرحيات تشيكوف، وجوركي وآخرين.
وقد أكسب إخراج ستانيسلافسكي لمسرحية النورس
في عام 1898م لتشيخوف أول نجاح له. ازدادت شهرة ستانيسلافسكي مع كتاباته التي تصف النظريات التي استخدمها في تعليم ممثليه وإخراج مسرحياته. وتشمل أعماله إعداد الممثل
بالإنجليزية (1936م)؛ بناء الشخصية
بالإنجليزية (1949م).

## روابط خارجية
- قسطنطين ستانيسلافسكي على موقع IMDb (الإنجليزية)
- قسطنطين ستانيسلافسكي على موقع الموسوعة البريطانية (الإنجليزية)
- قسطنطين ستانيسلافسكي على موقع الموسوعة البريطانية (الإنجليزية)
- قسطنطين ستانيسلافسكي على موقع مونزينجر (الألمانية)
- قسطنطين ستانيسلافسكي على موقع قاعدة بيانات برودواي على الإنترنت (الإنجليزية)
- قسطنطين ستانيسلافسكي على موقع إن إن دي بي (الإنجليزية)
- قسطنطين ستانيسلافسكي على موقع قاعدة بيانات الفيلم (الإنجليزية)